# Arin Hanson
Arin Joseph Hanson, också känd för sin Youtube-kanal under namnet Egoraptor, född 6 januari 1987 i Westdale, Florida, är en amerikansk youtubare. Hanson skapade Let's Play serien Game Grumps år 2012 tillsammans med Jon Jafari. År 2013 bytte Dan Avidan ut Jon Jafari.
Hanson är också en av grundarna till komedigruppen Starbomb, som han skapade år 2013.